# Јамарица
Јамарица је насељено место у саставу Града Кутине, у Мославини, Хрватска.

## Становништво
На попису становништва 2011. године, Јамарица је имала 410 становника.

## Попис1991.
На попису становништва 1991. године, насељено место Јамарица је имало 477 становника, следећег националног састава:
| Попис 1991.‍  | Попис 1991.‍  | Попис 1991.‍ | Попис 1991.‍ | Попис 1991.‍ |
| ------------ | ------------ | ----------- | ----------- | ----------- |
|              |              |             |             |             |
| Хрвати       | Хрвати       |             | 419         | 87,84%      |
| Мађари       | Мађари       |             | 19          | 3,98%       |
| Југословени  | Југословени  |             | 11          | 2,30%       |
| Чеси         | Чеси         |             | 4           | 0,83%       |
| Срби         | Срби         |             | 2           | 0,41%       |
| неопредељени | неопредељени |             | 5           | 1,04%       |
| непознато    | непознато    |             | 17          | 3,56%       |
| укупно: 477  |              |             |             |             |